# سمندر کاتاگوآنا
سمندر کاتاگوآنا (نام علمی: Bolitoglossa cataguana) نام یک گونه از سرده سمندرهای زبان‌قارچی است.